# Meta (企業)
Meta Platforms, Inc.（メタ・プラットフォームズ、通称：Meta）は、アメリカ合衆国のカリフォルニア州メンローパークに本社を置く多国籍テクノロジー・コングロマリットである。2021年に、Facebook, Inc.から現社名に変更した。Facebook、Instagram、WhatsApp、Messengerなどのソーシャルメディアプラットフォームの運営を主要業務とする。
MetaはAmazon、Googleに次いで世界で3番目に研究開発への支出が多い企業であり、メタバース、バーチャル・リアリティ、人工知能（AI）の研究に多額の費用を投じている。

## 概要
2004年、マーク・ザッカーバーグがハーバード大学のルームメイトであり学生だったエドゥアルド・サベリン、アンドリュー・マッカラム、ダスティン・モスコヴィッツ、クリス・ヒューズと共にFacebook, Inc. (Facebook) を設立した。「Facebook」は、彼らが創業したソーシャル・ネットワーキング・サービスの名称である。
2024年現在は、ソーシャル・ネットワーキング・プラットフォーム以外にも、Facebook Messenger、Facebook Watch、Facebook Portalなどの製品やサービスを提供している。また、これまでにInstagram、WhatsApp、Oculus VR、Giphy、Mapillaryを買収している。
Googleを傘下に持つAlphabet、Apple、マイクロソフト、Amazonと並び、アメリカの情報技術産業のビッグ・ファイブを構成する企業の一つであり、世界で最も価値あるブランドの一つとされている。

## 歴史
Facebookは2012年2月1日に新規株式公開（IPO）を申請した。目論見書には、同社の月間アクティブユーザー数が8億4500万人で、同社のウェブサイトには毎日27億の「いいね！」やコメントが掲載されていると発表されていた。IPOの後、ザッカーバーグはFacebookの22％の株式を保有し、議決権株式の57％を保有した。
引受会社は株式を1株あたり38ドルで評価し、新規公開企業としては過去最大の評価額となる1040億ドルとした。 IPO前日の5月16日、Facebookは高い需要を受けて当初の予定より25%多くの株式を売却すると発表した。 IPOは160億ドルを調達し、米国史上3番目の規模となった（AT&T Wireless、ゼネラルモーターズ、Visaに次ぐ）。 この株価は、Amazon、マクドナルド、ディズニー、クラフトフーズなどの巨大企業を超え、ザッカーバーグの株式は190億ドルの価値を持つことになった。ニューヨーク・タイムズ紙は、この株式公開によって、Facebookの広告主誘致の難しさに関する疑問を克服し、同社を「必携の株式」へと変貌させたと述べた。JPモルガン・チェースのジミー・リーは「次の偉大な優良企業」と評した。 一方、TechCrunchのライターは懐疑論を表明し、「それに見合うだけの大きな倍率であり、Facebookはおそらく、この巨大な評価額を正当化するために大胆な新しい収益源を追加する必要があるだろう」と述べた。
5月18日に開始されたこの株式取引は、NASDAQの技術的なトラブルにより、延期された。 株価は、その日のほとんどの間、IPO価格を上回る水準にとどまるのに苦労し、引受会社は株価を支えるために株式を買い戻すことを余儀なくされた。 終業時のゴングでは、株式の評価額は38.23ドルで、IPO価格をわずか0.23ドル上回っただけで、オープニングベルから3.82ドル下がった。この初値は金融マスコミによって失望と広く伝えられたが、それでも株式はIPOの取引量の新記録を樹立した 。 2012年5月25日、株式の初週の取引は16.5%減の31.91ドルで終了した。
2012年5月22日、ウォール街の金融産業規制局の規制当局は、Facebookを引き受けている銀行が、一般市民ではなく特定の顧客のみに不適切に情報を共有していたかどうかの調査を開始したことを発表した。マサチューセッツ州のウィリアム・ガルビン長官は、同じ問題をめぐってモルガン・スタンレーを召喚した。 この疑惑は一部の投資家の間で「激怒」を呼び起こし、複数の訴訟が直ちに提起され、そのうちの1つはIPOによる25億ドル以上の損失を主張する集団訴訟であった。 ブルームバーグは、個人投資家がFacebookのデビュー以来、Facebookの株式で約6億3,000万ドルを失った可能性があると推定している。
スタンダード＆プアーズは2013年12月21日にFacebookをS&P 500指数に追加した。
2014年5月2日、ザッカーバーグは社内のモットーを「Move fast and break things」(速く動き、物事を壊す）から「Move fast with stable infrastructure」（安定したインフラストラクチャで速く動く）に変更することを発表した。以前のモットーは、2009年のビジネスインサイダーのインタビューでザッカーバーグの「彼の開発者とチームへの主な指示」と表現されていたが、その中で「物を壊さない限り、十分に速く動けない」とも述べていた。

2019年から2021年まで使用されていたロゴ

2021年1月6日の合衆国議会議事堂襲撃事件を受けて、Facebookは武器アクセサリーの広告や、あらゆる武装戦闘に使用できる製品の広告を禁止すると発表した。
2021年10月28日、社名をメタ・プラットフォームズ（商号: Meta）に変更した。理由については、業績悪化しつつあるFacebookよりも今後の成長が見込まれるメタバースの開発を事業の核に据えるため。変更は社名のみでSNSの名称は維持される。
2022年10月11日、ロシア連邦金融管理局がMetaを「テロリストおよび過激派」組織のリストに追加。Metaは、ロシアの侵略者に死をといった投稿はウクライナ国内からのもののみ認める一方、民間人に対する具体性のある脅迫は容認しないとする方針を発表していた。
2022年11月9日、全体の約13％に当たる社員1万1000人を解雇すると発表した。
2022年11月25日、ロシア司法省がMetaを過激派組織に認定。ロシア政府の欧米への対策への一環。
2023年7月5日、Twitter（現：X）に対抗するSNSサービスとして「Threads」（スレッズ）の提供を開始した。
2024年からFacebookやInstagramについて人工知能などのデジタル技術を使い政治、社会、選挙関連の広告を修正、作成した場合、広告主に開示を義務付けると発表。
2024年1月7日、Facebook、Instagram、Threadsで、投稿内容の正確性を調べる外部機関であるファクトチェックを発表した。ザッカーバーグは「自由な表現について、原点に戻るべきだ」と述べた。

## 特徴

### 企業の合併・買収
Facebook社・Meta社は、複数の企業を買収してきた（しばしばタレント・アクイジションと呼ばれている）。
最初の大規模な買収の一つは、2012年4月にFacebookがInstagramを現金と株式の約10億ドルで買収したことである。
2013年10月、Facebookはイスラエルのモバイルウェブ解析会社Onavoを買収した。
2014年2月、Facebookはモバイルメッセージング企業のWhatsAppを現金40億ドル、株式150億ドル相当と創業者らへの譲渡制限付株式ユニット（RSU）30億ドル相当の合計190億ドルで買収すると発表した。その後Facebook株価の上昇により、最終的な買収価格は約220億ドルに増加した。
2014年3月、FacebookはVRハードウェアメーカーのOculus VRを現金4億ドルと株式2,310万株（16億ドル相当）の合計約20億ドルで買収すると発表した。将来特定のマイルストーンを達成した場合はさらに3億ドルを追加で支払う。
2019年7月下旬、同社は連邦取引委員会の独占禁止法調査を受けていると発表した。
2019年11月下旬、Facebookは同年最も人気のあるVRタイトルの1つである『Beat Saber』の開発を担当したゲーム開発会社Beat Gamesの買収を発表した。
2020年4月、Facebookはインドの多国籍コングロマリットであるリライアンス・インダストリーズとの間で、リライアンスのデジタルメディア・サービス事業体であるJio Platformsの約10%を買収するために57億ドルの取引を発表した。
2020年5月、FacebookはGiphyを3億1500万ドルで買収した。しかし、2022年10月18日にイギリスの競争・市場庁は、この買収によりソーシャルメディアやディスプレイ広告市場における競争が大幅に制限される可能性があるとして、同社にGiphyを売却することを命令した。2023年5月23日に、MetaはGiphyを画像素材企業シャッターストックに5300万ドルで売却した。これによりMetaは2億6000万ドルあまりの損失を被った。
Facebookは2020年11月、企業のプラットフォームのビジネス利用を促進する試みとして、カスタマーサービスプラットフォームとチャットボット専門のスタートアップであるKustomerを買収する計画であることを発表した。Kustomerの評価額は10億ドル強と報じられている。
2020年12月10日、アメリカの連邦取引委員会（FTC）と45の州の司法長官は、MetaのInstagram買収（2012年）やWhatsApp買収（2014年）のほか、外部のアプリ開発者を抑制するようなルールを問題視し、両アプリ事業を売却するよう提訴した。同訴訟は十分な根拠がないとして2021年6月に棄却されたが、FTCは訴状を修正し同年8月に再提起した。訴状でFTCは、Metaが競争上の脅威とみなす企業を買収または排除することによって、 ソーシャルネットワークにおける独占的な地位を不当に維持していると訴えている。
2021年10月、Meta社(旧Facebook社)は同社のVRヘッドセットであるOculus Quest向けゲームであるSupernaturalの開発会社であるwithinを買収することを発表した。FacebookからMeta社へと社名を変更した後の初の買収である。アメリカの連邦取引委員会（FTC）は買収の差し止めを求めたが、カリフォルニア州連邦地方裁判所は訴えを棄却し、FTCも上訴しなかったため買収が認められた。

### ロビー活動
2019年、Facebookはロビー活動に1670万ドルを費やし、71人のロビイストを擁しており、2018年の1260万ドル、51人のロビイストから増加した。

### 経営陣
2019年4月現在、Facebookのボードは以下の取締役で構成されている; 
- マーク・ザッカーバーグ（会長・創業者・CEO）
- シェリル・サンドバーグ（エグゼクティブ・ディレクター兼COO）
- ペギー・アルフォード（非業務執行取締役、PayPalグローバルセールス担当エグゼクティブ・バイス・プレジデント）
- マーク・アンドリーセン（非業務執行取締役、アンドレセン・ホロウィッツ共同創業者兼ゼネラルパートナー）
- ドリュー・ヒューストン（非業務執行取締役、Dropbox会長兼CEO）
- ナンシー・キルファー（マッキンゼー・アンド・カンパニー非常勤取締役、シニアパートナー）
- ロバート・M・キンミット（非業務執行取締役、ウィルマーヘイル シニア・インターナショナル・カウンセル）
- ピーター・ティール（非業務執行取締役、PayPal共同創業者兼元CEO、クラリウム・キャピタル創業者兼社長）
- トレーシー・トラヴィス（非業務執行取締役、エステ・ローダー・カンパニーズ エグゼクティブ・バイス・プレジデント、チーフ・ファイナンシャル・オフィサー）

## 施設

### オフィス
アメリカ合衆国とカナダ以外のユーザーは、Facebookのアイルランド子会社「Facebook Ireland Limited」と契約する。これにより、Facebookはヨーロッパ、アフリカ、南米のすべてのユーザーに対して、アメリカの税金を回避することができる。Facebookは、国際的な収益に対して約2～3%の法人税を支払うことを可能にするダブル・アイリッシュ・アレンジメントを利用している。 アジア太平洋地域のユーザーは、シンガポールの子会社である「Facebook Singapore Pte. Ltd.」と契約している。
2010年、Facebookはインドのハイデラバードにオフィスを開設した。
Facebookのハイデラバードのセンターにはオンライン広告と開発者のサポートチームがあり、ユーザーと広告主にサポートを提供している[95]。 インドではFacebookは「Facebook India Online Services Pvt Ltd」として登録されている。

2017年、Facebookはロンドンのフィッツロビアにオフィスを開設した。Facebookは2018年、マサチューセッツ州ケンブリッジにオフィスを開設した。このオフィスには当初、Facebookの「コネクティビティ・ラボ」という、インターネットにアクセスできない人々にインターネットへのアクセスをもたらすことに焦点を当てたグループが入居していた。 同年、Facebookはアジア太平洋地域の主要な本社をシンガポール、具体的にはマリーナワンに開設した。

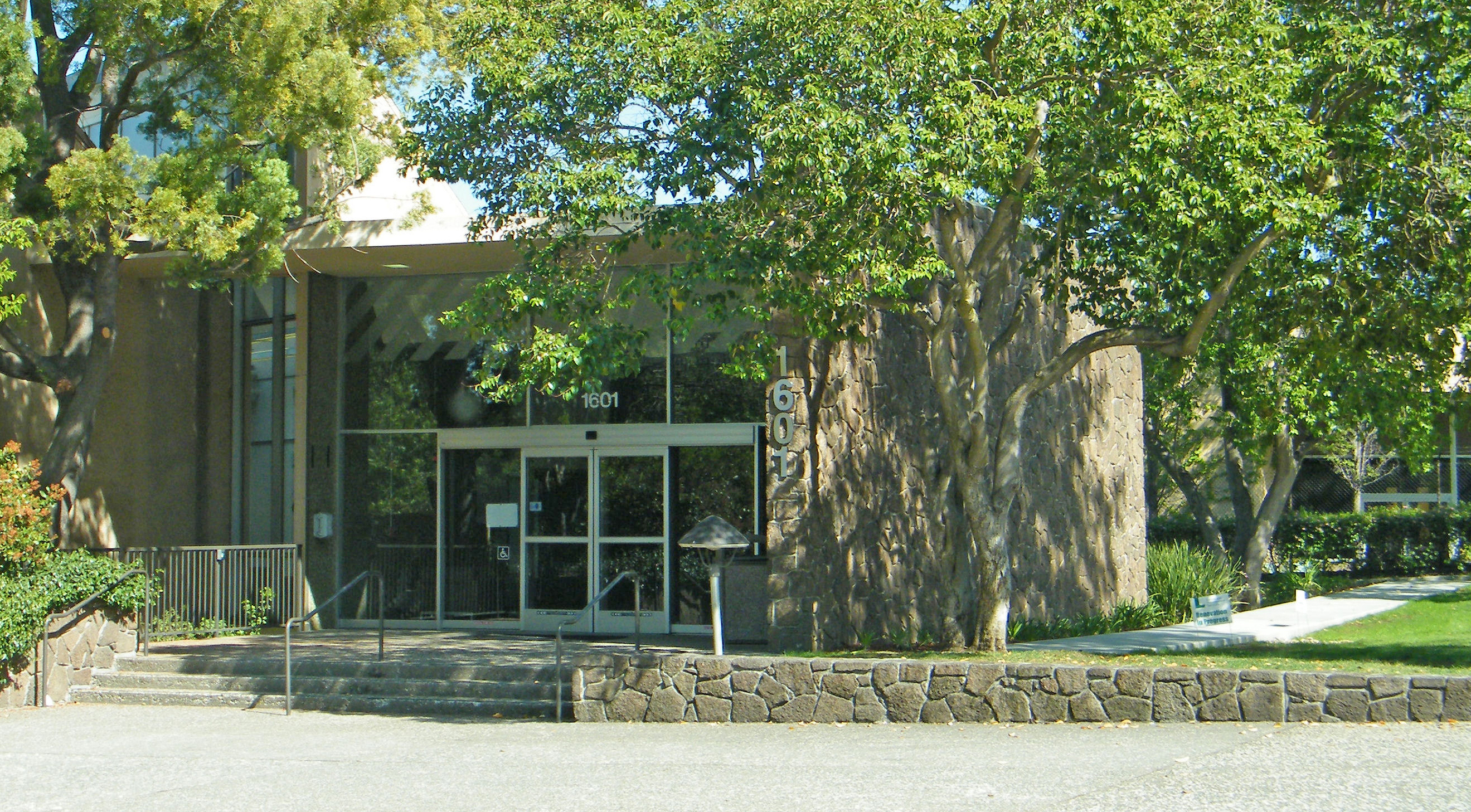
カリフォルニア州パロアルトのスタンフォードリサーチパーク内にあるFacebookの旧本社の入り口

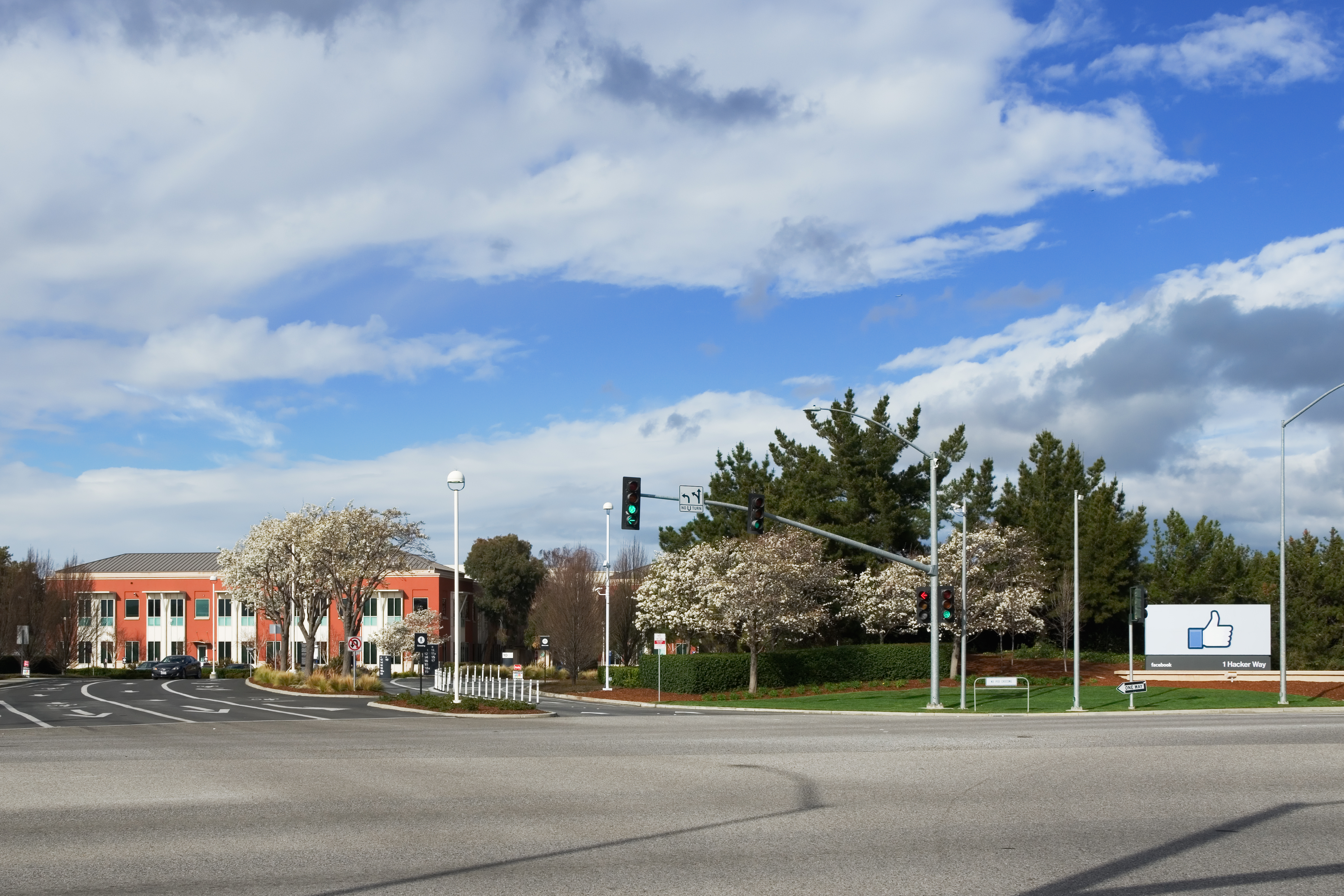
カリフォルニア州メンロパークにあるFacebook本社ビルの入り口

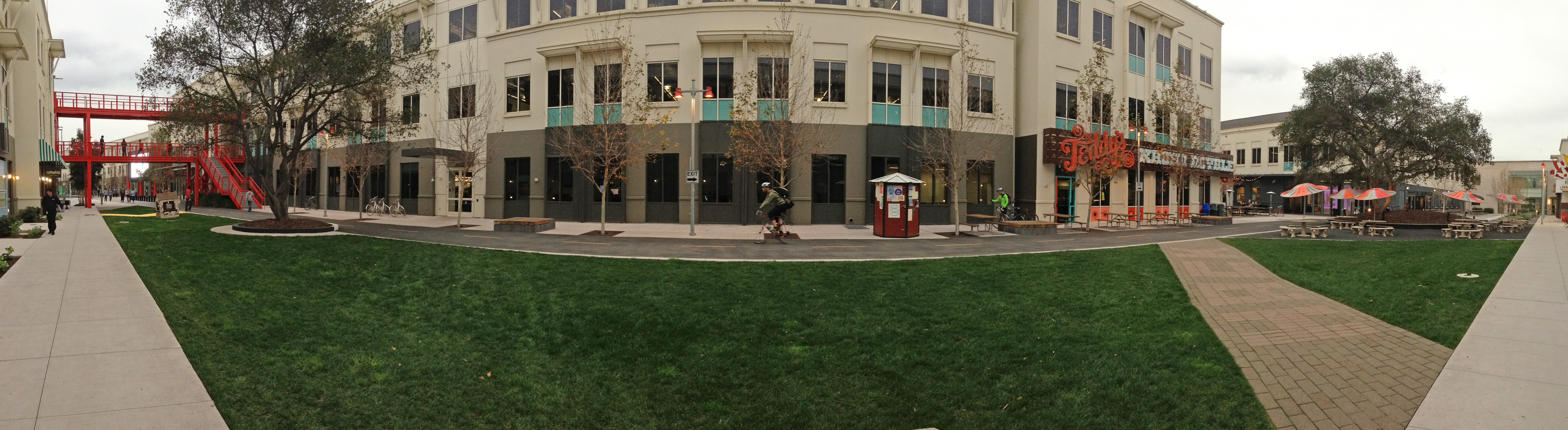
2014年のFacebook本社内部

### データセンター
2019年現在、同社は16か所のデータセンターを運営している。Facebookは、再生可能エネルギーを100％購入し、2020年までに温室効果ガスの排出量を75％削減することを約束した。データセンターの技術には、より大きな地域や多様なトラフィックパターンに対応する分散型ネットワークシステムであるFabric Aggregatorが含まれる。

## 日本法人
2010年2月、アメリカ以外では初となる海外法人「Facebook Japan株式会社」を日本（東京都港区）に設立。代表にはヤフー（現：LINEヤフー）出身の児玉太郎が就任（役職はカントリー・グロース・マネージャー）。設立当初はクエストコート原宿（東京都渋谷区）にオフィスを置いていたが、2013年2月、アークヒルズ仙石山森タワーに移転し、2020年8月に、同年1月に竣工した虎ノ門ヒルズビジネスタワーに移転した。
前述したMetaへの社名変更後も、日本法人の社名は「Facebook Japan」を使用している。
2023年9月に合同会社に組織変更した。

## 問題

### 人身売買の放置
2021年10月16日、米国の経済誌「ウォール・ストリート・ジャーナル」は、現地時間9月14日から、Meta（旧:Facebook）社の内部文書に基づく内容を寄稿。その中でApple社が同社のアプリをApp Storeから削除すると警告したことを明らかにした。
ウォール・ストリート・ジャーナルによればMeta社は、FacebookやInstagramを使ってメキシコの犯罪組織が殺し屋を勧誘・訓練していることや、中東の人身売買組織が女性を勧誘し、虐待的な雇用環境で働かせていることを知りつつも、組織がアプリを使用することを禁じなかったと説明。2019年には英「BBC」がInstagramがサウジアラビアやクウェートにおける人身売買の温床になっているというドキュメンタリーを制作しており、これにAppleが懸念を表明していたことも明かしている。
さらに、BBCはドキュメンタリーの公開前にMeta社に対し「Instagramで人身売買における様々な違反行為が見つかった」と報告したものの、Meta社の動きは非常に限定的な対策しかしなかったとし、BBCがApple社にInstagramにおける人身売買の実態を報告。Apple社からの「この問題が解決しないのであれば、FacebookとInstagramのアプリをApp Storeから削除する」との通告を受け、ようやくMeta社が人身売買に使われるハッシュタグの禁止やアカウントの削除などを開始した。

### 反イスラムの扇動的コンテンツの放置
米「ウォール・ストリート・ジャーナル」は2021年10月23日、インドで宗教的嫌悪表現の拡散にFacebookが利用されていると報じた。同社の研究者は社内調査の報告書で「フェイスブックや対話アプリのWhatsAppのインド版は、反イスラム関連の扇動的コンテンツであふれかえっている」と指摘していた。

### なりすまし・詐欺広告の放置
日本で、なりすまし広告を放置するプラットフォーム会社（プラットフォーマー）として問題になっている。2023年8月末にZOZO創業者の前澤友作がInstagramやFacebookにおける何百個もなりすまし広告を放置し、抗議しても対応しないMeta社日本法人に痺れを切らし、終に本社にも内容証明を送ったことを明かしている。2023年9月1日、三崎優太もSNSで「私は投資を教えるような広告やサービスを一切やってません。全部詐欺！」と、「三崎優太の秘密の投資教室」など自分の名前と写真を使った詐欺投資広告画像を貼付しながら「なりすまし広告もここまできた。悪質すぎる」と批判した。さらにこれらを放置しているMeta社の名前をあげ「Meta社にはいい加減対応して欲しい。多くの著名人が何度も呼びかけているが、まだ対応されない。」とプラットフォームにも責任があると訴えた。また、Facebookでは堀江貴文を使った「ホリエモンAI学校」の正規な広告がなりすまし・詐欺に当たるとして、荒木賢二郎の個人アカウント、 広告運用担当者の個人アカウントが凍結される事態に発展している。
2024年6月21日、日本の総務省は、米Meta社に対して、著名人になりすまして勧誘し、金銭を詐取する“なりすまし型偽広告”の対策を行うよう要請した。
広告の事前審査基準と削除基準の策定・公表や、クローズドチャットを遷移先として設定している広告を取り扱わないなど詐欺の実態に合った対策、日本語や日本文化・法令を理解するスタッフの十分な配置、事前審査での広告主の本人確認のプロセスや実効性の検証などを求めている。
2024年7月16日、Meta社は詐欺広告の対策強化を発表した。
2024年10月29日、29人と1法人のなりすまし詐欺広告の被害者が、Meta社に対し「広告の内容が真実かどうかを確認せず、なりすまし広告を放置し詐欺の被害を引き起こした」として、大阪・神戸・横浜・千葉・埼玉で一斉提訴を行った。損害賠償の請求額は総額で4億3500万円に上るという。

### Instagramの有害性理解と放置
2021年9月24日、米「ウォール・ストリート・ジャーナル（WSJ）」は先にMeta（旧:Facebook）に関する複数パートからなるシリーズ記事を発表した。この記事では、著名人をホワイトリストに登録して水面下で特別扱いする同社の慣行から、Instagramが10代の少女の精神衛生に重大な打撃を与えることをMetaが把握していた事が内部文書から得られた内容が報告されている。
2019年の内部調査結果を報告するスライドには「我々は、3人に1人の割合で10代の少女の身体イメージに関する問題を悪化させている」と書かれていた。同社は、さらに年若く影響を受けやすい年齢層にもサービスを拡大する計画を立てていた。
ある内部スライドによると、この調査で、10代の少女の32％がInstagramによってマイナスの身体イメージを植え付けられたと報告していることがわかった。自殺念慮を持ったことのある調査参加者のうち、英国の10代の若者の13％、および米国の10代の若者の6％が、自殺への関心を直接Instagramと結びつけていた。

### 化石燃料の広告掲載
国際連合事務総長のアントニオ・グテーレスは、激化する地球温暖化を受けて、Metaをはじめとするビッグ・テックに化石燃料業界の広告掲載（グリーンウォッシングへの協力）をやめるよう警告している。

### 罰金
2023年にオーストラリアの連邦裁判所は不正に情報収集を行うアプリを提供したとしてメタの子会社に罰金を言い渡した。

### 偽情報の懸念
創業以来、Metaはフェイク・ニュースと誤情報を配信していると非難されてきた。2016年のアメリカ合衆国大統領選挙をきっかけに、ザッカーバーグは、選挙結果に対する潜在的な影響についてプラットフォームが批判されていたため、フェイク・ニュースの拡散を減らすための措置を講じ始めた。Metaは当初、Metaのファクトチェック・イニシアティブのためにABC News、AP通信、FactCheck.org、Snopes、PolitiFactと提携した。2018年時点で、世界中にThe Weekly Standardを含む40以上のファクトチェックパートナーが存在していた。 
ガーディアンによる2017年5月のレビューにより、Metaのファクトチェック・イニシアティブがサードパーティのファクトチェック組織と提携してフェイク・ニュースに公開のラベル付けするという対策には一般に効果がなく、場合によっては与える影響が最小限しかないように見えることが明らかにされた。2018年、Meta社内でファクトチェックを行っているジャーナリストたちがパートナーシップを批判し、Metaのイニシアティブは最低限の結果しか生み出しておらず、Metaは社内のファクトチェッカーたちが表明した懸念を無視していると述べた。
2024年、Metaは、ジョー・バイデン大統領のフェイク動画を、それが偽造された動画であることが証明されたにも関わらず拡散させ続けるという決定を下し、批判と懸念を引き起こした。

#### 偽情報とヘイトスピーチ
2025年1月、メタはサードパーティのファクトチェックの利用を廃止し、Xで使用されているものと同様のユーザー運営のコミュニティノートシステムをサポートすることを発表した。
ザッカーバーグはプラットフォーム上の検閲の量が過剰だと主張して変更を推進したが、ファクトチェック機関からは、ユーザーが誤情報を特定するのがさらに困難になってしまうとして批判された。さらに、Metaはソーシャルメディア上のマイノリティやLGBTQ+の個人をいじめや差別から守るために存在していたヘイトスピーチのポリシーを弱体化させたため、大きな批判を呼んだ。Metaはコンテンツレビューチームをカリフォルニアからテキサスに移動させながら、憎悪に基づく行動に関するポリシーを変更し、反LGBTおよび反移民のヘイトスピーチの制限を撤廃した。これにより、Metaのヘイトスピーチポリシーは、性的指向またはジェンダー・アイデンティティに基づいてLGBTの人々に対して「精神障害」や「異常者」だと非難するヘイトスピーチを明示的に許可するようになった。
2025年1月には、アメリカ合衆国で反LGBTQ+のヘイトスピーチの幅広い活動が行われている中、LGBTQ+のコンテンツをプラットフォームから削除するMetaの役割に関して大きな批判に晒された。MetaによるLGBTQ+テーマの削除は、新しいコミュニティガイドラインに違反するとみなされたコンテンツのより広い弾圧の一部として捉えられている。Metaのコンテンツモデレートポリシーは、以前は有害なヘイトスピーチと闘い、ユーザーを差別から保護するように設計されていたが、そのポリシーがLGBTQ+コンテンツ、特にLGBTQ+アイデンティティ、LGBTQ+の支援、または、政治的問題を強調する投稿の削除や制限に転用されることにつながった。報道によると、単純にプライドを祝ったりLGBTQ+の権利を提唱したりしているようなLGBTQ+に関する投稿が、一部の批評家によれば曖昧で一貫性のない理由で有害フラグが立てられて削除された。Metaのプラットフォーム上の多数のLGBTQ+活動家やLGBTQ+のユーザーは、Metaのそのような行動は、マイノリティの可視性と表現を抑圧し、特にアウトリーチと支援を行うことが歴史的に重要な空間となっている状況で、LGBTQ+の個人やコミュニティを隔離してしまう恐れがあるという懸念を表明している。